# 1349 (album)
1349 – minialbum wydany samodzielnie przez grupę blackmetalową 1349. Wydano go w roku 2001.

## Lista utworów
Opracowano na podstawie materiału źródłowego.
| Nr | Tytuł utworu         | Słowa                    | Muzyka         | Długość |
| -- | -------------------- | ------------------------ | -------------- | ------- |
| 1. | „End Of All”         | Archaon, Ravn, Seidemann | 1349           | 5:50    |
| 2. | „Antichrist Warzone” | Archaon, Ravn, Seidemann | 1349           | 4:23    |
| 3. | „Chaos Within”       | Ravn, Seidemann          | 1349           | 4:08    |
| 4. | „The Usurper”        | Tom G. Warrior           | Tom G. Warrior | 3:27    |
|    |                      |                          |                | 17:48   |

## Twórcy
Opracowano na podstawie materiału źródłowego.
| - Idar "Archaon" Burheim - gitara rytmiczna, gitara prowadząca - André "Tjalve" Kvebek - gitara rytmiczna, gitara prowadząca - Kjetil-Vidar "Frost" Haraldstad - perkusja - Tor Risdal "Seidemann" Stavenes - gitara basowa - Olav "Ravn" Bergene - wokal prowadzący, produkcja muzyczna, miksowanie |  | - Destroyer - producent wykonawczy - Tom Kvålsvoll - mastering - FIX - inżynieria dźwięku, miksowanie - Janne - zdjęcia |